# Ассамблея европейских регионов
Ассамблея регионов Европы (англ. The Assembly of European Regions или AER) — крупнейшая независимая сеть регионов в Европе. Объединяя более 260 регионов из 35 стран и 15 межрегиональных организаций, AER является форумом для межрегионального сотрудничества с офисами в Брюсселе, Страсбурге и Алба-Юлии.

## История
15 июня 1985 года в Лувен-ла-Нев (Валлонский Брабант) 47 регионов и 9 межрегиональных организаций основали Совет регионов Европы (CRE), который позже, в ноябре 1987 года на втором заседании Генеральной Ассамблеи, стал Ассамблеей европейских регионов на второй встрече регионов Европы в Брюсселе.
Начало Ассамблеи было положено вначале XX века: в 1913 году был создан «Международный союз местных властей». Позже, в 1951 году был создан «Совет общин Европы».
В 1985 год был объявлен Организацией Объединённых Наций Международным годом молодежи. В том же году AER запустила свою первую программу под названием «Eurodyssey», направленную на продвижение и поощрение мобильности молодежи.
В 1990 году агентство AER (Tabula Regionum Europae) опубликовало первую карту такого рода, на которой Европа состоит из регионов, а не просто из стран. Год спустя принцип субсидиарности стал ведущей кампанией AER по продвижению роли регионов во всех европейских и национальных процессах принятия решений. Вскоре после этого его успех стал очевиден, поскольку этот принцип был признан в Маастрихтском договоре 1992 года.
Создание Комитета регионов (CoR) в 1994 году и Палаты регионов в рамках Конгресса местных и региональных властей Европы (CLRAE) в 1994 году стало примером победы AER в защите интересов регионов в Европе.
В 1995 году AER начал кампанию по продвижению регионализма в Европе. В результате 300 членов AER приняли в 1996 году Декларацию о регионализме в Европе, которая сразу же стала справочным документом для новых и развивающихся регионов.
В 2002 году AER представила Европейской конвенции свою позицию в отношении «будущего Европы». AER активно участвовал в разработке Европейской конституции, демонстрируя сильную политическую причастность. В окончательный текст вошли все предложения AER, а именно:
- Признание регионов как важный уровень управления в Европе.
- Распространение принципа субсидиарности на региональный и местный уровни.
- Включение региональной сплоченности в цели ЕС.

В 2008 году AER учредила Молодёжную региональную сеть, первую и единственную в Европе платформу региональных молодёжных советов, парламентов и организаций.

## Определение «региона»
Согласно уставу AER, термин «регион» относится к территориальной власти, существующей на уровне непосредственно ниже уровня центрального правительства, со своим собственным политическим представительством в форме выборного регионального собрания.

## Участники
1. Албания[6]
2. Австрия
3. Армения
4. Бельгия
5. Босния и Герцеговина
6. Великобритания
7. Венгрия
8. Грузия
9. Дания
10. Кипр
11. Ирландия
12. Испания
13. Италия
14. Нидерланды
15. Норвегия
16. Португалия
17. Россия
18. Румыния
19. Сербия
20. Словения
21. Турция
22. Украина
23. Финляндия
24. Франция
25. Хорватия
26. Черногория
27. Швейцария
28. Швеция

## Президенты AER
- 1985—1988 — Эдгар Фор — Франш-Конте (Франция)
- 1988—1992 — Карло Бернини — Венето (Италия)
- 1992—1996 — Хорди Пухоль — Каталония (Испания)
- 1996—2000 — Люк Ван ден Бранде — Фландрия (Бельгия)
- 2000—2004 — Лизе Прокоп — Нижняя Австрия (Австрия)
- 2004—2008 — Риккардо Илли — Фриули-Венеция-Джулия (Италия)
- 2008—2013 — Мишель Саббан — Иль-де-Франс (Франция)
- 2013—2017 — Ханде Озсан Бозатлы — Стамбул (Турция)
- с 2017 — Магнус Бернтссон — Вестра-Гёталанд (Швеция)